# Taishang Laojun
Taishang Laojun (chiń. 太上老君, pinyin Tàishàng Lǎojūn) – deifikowana postać Laozi, twórcy taoizmu. Znany również jako Daode Tianzun (道德天尊) i Taiqing (太清).
Taishang Laojun jest jednym z trzech głównych bóstw taoizmu religijnego (Sanqing), uważanym często za boga najwyższego i przedwiecznego. Zdaniem wyznawców jest upersonifikowanym dao wszechświata. To właśnie on wedle legendy miał w 142 roku zesłać objawienie Zhang Daolingowi.
W okresie panowania dynastii Tang, ubóstwiony Laozi został uznany za przodka rodu panującego i jego formalnego opiekuna. Dekretem cesarza Gaozonga z 666 roku nadano mu tytuł Taishang Xuanyuan Huangdi (太上玄元皇帝, Cesarz Najwyższego Porządku). Został także wyniesiony ponad Konfucjusza i Buddę.
Za czasów dynastii Song jego kult zaczął tracić na znaczeniu na rzecz Xuanwu.